# 대한민국 민법 제196조
대한민국 민법 제196조는 점유권의 양도에 대한 민법 물권법 점유권상 조문이다.  사실상의 지배의 이전을 통한 점유권의 양도 및 간이인도, 점유개정, 목적물 반환청구권의 양도의 규정을 준용하는 것을 규정한다. 민법 제192조에 의해서 물건에 대해서 사실상의 지배를 취득한 자는 점유권을 취득하므로 민법 제196조 제1항이 없더라도 사실상의 지배가 이전되면 점유권이 이전되므로 이 조항은 불필요하다는 주장이 있다.

## 조문
제196조(점유권의 양도) ① 점유권의 양도는 점유물의 인도로 그 효력이 생긴다.
②전항의 점유권의 양도에는 제188조제2항, 제189조, 제190조의 규정을 준용한다.

第196條(占有權의 讓渡) ① 占有權의 讓渡는 占有物의 引渡로 그 效力이 생긴다.
②前項의 占有權의 讓渡에는 第188條第2項, 第189條, 第190條의 規定을 準用한다.

Article 196 (Assignment of Possessory Right) (1) The assignment of possessory right shall become effective by the delivery of the Article in possession.
(2) The provisions of Articles 188 (2), 189, and 190 shall apply mutatis mutandis to the
assignment of possessory right under the preceding paragraph.

## 해설
본 조가 필요한 조문인가에 대해서 견해가 나뉘고 있는데 필요설의 경우, 한국 민법이 점유권의 개념을 인정하고 이를 물권으로 보기 때문에 현실의 인도 등에 의해 점유권이 이전 된다는 규정은 당연히 필요하다고 한다. 반면 불필요설은 점유가 있는 곳에 점유권이 존재하며, 타인에게 이전되는 것은 아니고 한다. 따라서 상속의 경우에만 점유권의 이전이 의미가 있으며, 이를 위해 민법 제193조의 명문규정이 있다고 한다(물권법, 박영사, 2014, 218-219면)

## 판례
- 민법 제196조에 의하여 점유자는 소유의 의사로 평온, 공연하게 점유한 것으로 추정된다[3]
- 농지소유권이 적법하게 매수인에 이전되는 효력이 없는 경우에도 매매계약의 이행방법으로 그 점유를 매수인에게 이전 하였다면 매수인의 점유는 그 매도인에 대한 관계에 있어서 권원이 없는 점유라 할 수 없다.[4]

## 참고 문헌
- 오현수, 일본민법, 진원사, 2014. ISBN 978-89-6346-345-2
- 오세경, 대법전, 법전출판사 , 2014 ISBN 978-89-262-1027-7
- 이준현 , LOGOS 민법 조문판례집, 미래가치, 2015. ISBN 979-1-155-02086-9

## 같이 보기
- 점유권